# 퀴리 연구소

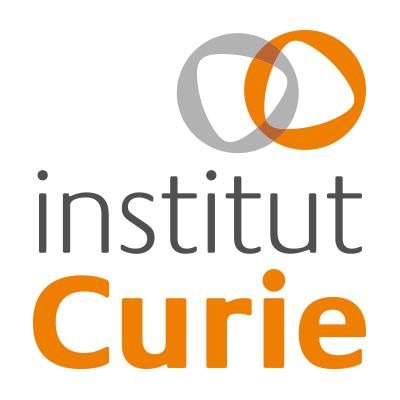

퀴리 연구소(Institut Curie)는 프랑스의 의학, 생물학, 생물리학 연구 센터이다. 생물리학, 세포생물학, 종양학 연구센터와 암치료 전문병원을 운영하는 민간 비영리 재단이다. 프랑스 파리에 위치하고 있다.
퀴리 연구소는 유럽의 선도적인 생명 과학 연구 센터 연합인 EU-LIFE 소속이다.

## 저명한 동문
- 마리 퀴리
- 이렌 졸리오퀴리
- 프레데리크 졸리오퀴리
- 피에르질 드 젠
- 마거리트 페레이